# Yoeri Schoepen
Yoeri Schoepen (Anversa, 30 marzo 1994) è un cestista belga.

## Palmarès
- Coppa del Belgio: 1

Anversa Giants: 2019
- Supercoppa del Belgio: 1

Anversa Giants: 2016